# Paradosso del pendolo a massa variabile
Il Paradosso del pendolo a massa variabile riguarda una apparente violazione della seconda legge della dinamica che fa dipendere il moto del pendolo alla derivata della sua massa, mentre un pendolo semplice è indipendente dalla massa stessa.
Un pendolo è composto da un filo inestensibile collegato ad una massa puntiforme. Lo studio della dinamica ci dice che il suo periodo di oscillazione non dipende dal valore della sua massa. Se consideriamo però la massa variabile, la dinamica del pendolo ci porta ad un paradosso apparente che può essere risolto considerando la legge di conservazione della massa.

## Dinamica del pendolo

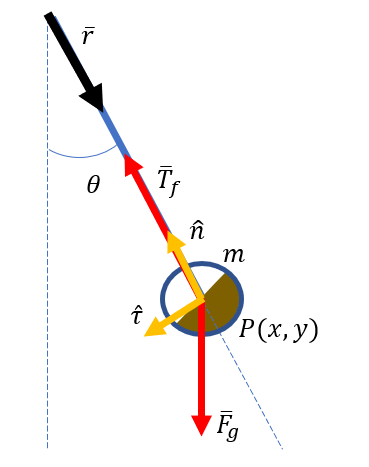
Schema delle forze

Supponiamo di ridurre il problema su di un piano, utilizzando il 2º principio della dinamica risulterà:
{\displaystyle {d{\bar {p}} \over dt}=(T_{f}-mg\cos \vartheta ){\hat {n}}+mg\sin \vartheta {\widehat {\tau }}}
dove {\displaystyle {\bar {p}}} è la quantità di moto della massa del pendolo in coordinate cilindriche usando il versore normale {\displaystyle {\widehat {n}}} e il versore tangente {\displaystyle {\widehat {\tau }}}. Se supponiamo la massa invariante possiamo scrivere la derivata della quantità di moto come:
{\displaystyle {d{\bar {p}} \over dt}=m{d{\bar {v}} \over dt}}
dove {\displaystyle {\bar {v}}} è la velocità in coordinate cilindriche. Con il sistema di riferimento mostrato in figura possiamo esprimere la posizione P(x,y) del pendolo come:
{\displaystyle P(x,y)=-r{\hat {n}}}
da cui possiamo calcolare la velocità e la sua derivata come:
{\displaystyle {\bar {v}}={dP(x,y) \over dt}={d(-r{\widehat {n}}) \over dt}=-{\dot {r}}{\widehat {n}}+r{\dot {\vartheta }}{\widehat {\tau }}}
{\displaystyle {d{\bar {v}} \over dt}=-{\ddot {r}}{\widehat {n}}+r{\dot {\vartheta }}^{2}{\widehat {n}}+2{\dot {r}}{\dot {\vartheta }}{\widehat {\tau }}+r{\ddot {\vartheta }}{\hat {\tau }}}
in cui abbiamo applicato le regole di derivazione in coordinate cilindriche:
{\displaystyle {d{\widehat {n}} \over dt}=-{\dot {\vartheta }}{\hat {\tau }}}; {\displaystyle {d{\widehat {\tau }} \over dt}={\dot {\vartheta }}{\widehat {n}}}
Nel caso in esame possiamo considerare {\displaystyle {\dot {r}}=0;{\ddot {r}}=0} in quanto il filo è inestensibile, cioè {\displaystyle r}=costante, per cui l'equazione del pendolo diventa:
{\displaystyle m(r{\dot {\vartheta }}^{2}{\widehat {n}}+r{\ddot {\vartheta }}{\hat {\tau }})=(T_{f}-mg\cos \vartheta ){\hat {n}}+mg\sin \vartheta {\widehat {\tau }}}
arriviamo così ad un sistema di equazioni:
{\displaystyle {\begin{cases}-mr{\dot {\vartheta }}^{2}=T_{f}-mg\cos \vartheta \\-mr{\ddot {\vartheta }}=mg\sin \vartheta \\\end{cases}}}
la prima equazione è l'equazione di bilancio della tensione del filo, la seconda rappresenta invece l'equazione di moto del pendolo, in cui possiamo semplificare la massa e diventa:
{\displaystyle r{\ddot {\vartheta }}=g\,\vartheta }
dove abbiamo anche fatto l'ipotesi di piccole oscillazioni per cui {\displaystyle \sin \vartheta \cong \vartheta }. L'equazione rappresenta il moto armonico del pendolo che come si vede, non dipende dalla massa.

## Paradosso nel caso di massa variabile
Supponiamo ora che il pendolo sia un contenitore pieno di sabbia, la quale fuoriesce da un foro sulla base del contenitore. In questo caso la massa del pendolo può essere considerata variabile e la derivata della quantità di moto assume una forma differente:
{\displaystyle {d(m{\bar {v}}) \over dt}={dm \over dt}{\bar {v}}+m{d{\bar {v}} \over dt}=-{dm \over dt}{\dot {r}}{\widehat {n}}+{dm \over dt}r{\dot {\theta }}{\widehat {\tau }}-m{\ddot {r}}{\widehat {n}}+mr{\dot {\vartheta }}^{2}{\widehat {n}}+2m{\dot {r}}{\dot {\vartheta }}{\widehat {\tau }}+mr{\ddot {\vartheta }}{\hat {\tau }}}
anche considerando nulli i contributi di {\displaystyle {\dot {r}},{\ddot {r}}} come nel caso precedente, resta il termine con {\displaystyle {\dot {\theta }}} che moltiplica la derivata della massa, infatti l'equazione del pendolo diventa:
{\displaystyle m(r{\dot {\vartheta }}^{2}{\widehat {n}}+r{\ddot {\vartheta }}{\hat {\tau }}+{dm \over dt}r{\dot {\theta }}{\widehat {\tau }})=(T_{f}-mg\cos \vartheta ){\hat {n}}+mg\sin \vartheta {\widehat {\tau }}}
il sistema di equazioni diventa quindi:
{\displaystyle {\begin{cases}-mr{\dot {\vartheta }}^{2}=T_{f}-mg\cos \vartheta \\-mr{\ddot {\vartheta }}+{dm \over dt}r{\dot {\theta }}=mg\sin \vartheta \\\end{cases}}}
differentemente dal caso precedente, la seconda equazione rappresenta ora un oscillatore armonico smorzato dovuto alla variazione della massa che contrasta con il reale moto del pendolo.
Per spiegare questo paradosso, dobbiamo ricorrere alla legge di conservazione della massa. Consideriamo un volume di controllo che circonda il pendolo e da cui fuoriesce la massa (sabbia).
La forma eureliana forte della conservazione della massa ci dice che:
{\displaystyle {\partial \rho  \over \partial t}+\nabla \cdot (\rho {\bar {v}})=0}
dove {\displaystyle \rho } è la densità della massa. Essendo {\displaystyle m=\rho V} ed essendo il volume {\displaystyle V} costante nel tempo, possiamo riscrivere l'equazione come:
{\displaystyle {\partial m \over \partial t}+\nabla \cdot (m{\bar {v}})=0}
sviluppando l'equazione avremo:
{\displaystyle {\partial m \over \partial t}=-\nabla m\cdot {\bar {v}}-m\nabla \cdot {\bar {v}}}
la velocità {\displaystyle {\bar {v}}} è la velocità della massa (sabbia) che esce dal volume di controllo. In assenza di forza esterne, possiamo supporre che la velocità della massa in uscita dal pendolo coincida con la velocità vettoriale del pendolo, almeno inizialmente. Per questo motivo se sviluppiamo la relazione di cui sopra avremo:
{\displaystyle {dm \over dt}={\partial m \over \partial r}{\dot {r}}-{\dot {\theta }}{\partial m \over \partial \theta }-m{1 \over r}{\partial  \over \partial r}(-r{\dot {r}})+m{1 \over r}{\partial  \over \partial \theta }(r{\dot {\theta }})={\partial m \over \partial r}{\dot {r}}-{\dot {\theta }}{\partial m \over \partial \theta }+m{{\dot {r}} \over r}}
se facciamo l'ipotesi di piccole oscillazioni, possiamo anche ipotizzare che non ci siano dislocazioni tangenziali della massa all'interno del volume e cioè che {\displaystyle {\partial m \over \partial \theta }=0}. In effetti se così non fosse si potrebbero avere delle perturbazioni nel periodo di oscillazione del pendolo dovute a dislocazioni della massa nel volume. In questo caso il pendolo non si comporterebbe più come un pendolo semplice, ma come un corpo rigido oscillante (pendolo fisico) con una lunghezza virtuale del pendolo variabile. 
Tornando all'ipotesi di assenza di dislocazioni tangenziali della massa, la derivata della massa nel tempo diventa:
{\displaystyle {dm \over dt}={\partial m \over \partial r}{\dot {r}}+m{{\dot {r}} \over r}}
Sostituendo l'espressione della derivata nel tempo della massa nell'equazione del pendolo di prima, avremo:
{\displaystyle -mr{\ddot {\vartheta }}+({\partial m \over \partial r}{\dot {r}}+m{{\dot {r}} \over r})r{\dot {\theta }}=mg\sin \vartheta }
come già detto, nello schema del pendolo la derivata {\displaystyle {\dot {r}}=0} perché il filo del pendolo è rigido e inestensibile e quindi il termine tra parentesi è nullo, torniamo così all'equazione del pendolo semplice:
{\displaystyle r{\ddot {\theta }}=g\sin \theta \cong g\theta }